# National Basketball Association 2017-2018
La stagione della National Basketball Association 2017-2018 è stata la 72ª edizione del campionato NBA.

## Squadre partecipanti
- Atlanta Hawks
- Boston Celtics
- Brooklyn Nets
- Charlotte Hornets
- Chicago Bulls
- Cleveland Cavaliers
- Dallas Mavericks
- Denver Nuggets
- Detroit Pistons
- Golden State Warriors

- Houston Rockets
- Indiana Pacers
- Los Angeles Clippers
- Los Angeles Lakers
- Memphis Grizzlies
- Miami Heat
- Milwaukee Bucks
- Minnesota Timberwolves
- New Orleans Pelicans
- New York Knicks

- Oklahoma City Thunder
- Orlando Magic
- Philadelphia 76ers
- Phoenix Suns
- Portland Trail Blazers
- Sacramento Kings
- San Antonio Spurs
- Toronto Raptors
- Utah Jazz
- Washington Wizards

## Classifiche
La regular season è iniziata il 17 ottobre 2017 ed è terminata l'11 aprile 2018.

### Classifica per Division

#### Western Conference
Northwest Division
| Northwest Division      | Northwest Division | Northwest Division | Northwest Division | Northwest Division | Northwest Division | Northwest Division | Northwest Division | Northwest Division |
| Squadra                 | V                  | S                  | V%                 | PR                 | Casa               | Trasf              | Div                | PG                 |
| ----------------------- | ------------------ | ------------------ | ------------------ | ------------------ | ------------------ | ------------------ | ------------------ | ------------------ |
| y – Portland T. Blazers | 49                 | 33                 | .598               | 16,0               | 28–13              | 21–20              | 9–7                | 82                 |
| x – Oklahoma Thunder    | 48                 | 34                 | .585               | 17,0               | 27–14              | 21–20              | 5–11               | 82                 |
| x – Utah Jazz           | 48                 | 34                 | .585               | 17,0               | 28–13              | 20–21              | 7–9                | 82                 |
| x – Minnesota T'wolves  | 47                 | 35                 | .573               | 18,0               | 30–11              | 17–24              | 10–6               | 82                 |
| Denver Nuggets          | 46                 | 36                 | .561               | 19,0               | 31–10              | 15–26              | 9–7                | 82                 |

Pacific Division
| Pacific Division        | Pacific Division | Pacific Division | Pacific Division | Pacific Division | Pacific Division | Pacific Division | Pacific Division | Pacific Division |
| Squadra                 | V                | S                | V%               | PR               | Casa             | Trasf            | Div              | PG               |
| ----------------------- | ---------------- | ---------------- | ---------------- | ---------------- | ---------------- | ---------------- | ---------------- | ---------------- |
| y – Golden St. Warriors | 58               | 24               | .707             | 7,0              | 29–12            | 29–12            | 13–3             | 82               |
| L.A. Clippers           | 42               | 40               | .512             | 23,0             | 22–19            | 20–21            | 12–4             | 82               |
| L.A. Lakers             | 35               | 47               | .427             | 30,0             | 20–21            | 15–26            | 5–10             | 82               |
| Sacramento Kings        | 27               | 55               | .329             | 38,0             | 14–27            | 13–28            | 5–11             | 82               |
| Phoenix Suns            | 21               | 61               | .256             | 44,0             | 10–31            | 11–30            | 4–12             | 82               |

Southwest Division
| Southwest Division      | Southwest Division | Southwest Division | Southwest Division | Southwest Division | Southwest Division | Southwest Division | Southwest Division | Southwest Division |
| Squadra                 | V                  | S                  | V%                 | PR                 | Casa               | Trasf              | Div                | PG                 |
| ----------------------- | ------------------ | ------------------ | ------------------ | ------------------ | ------------------ | ------------------ | ------------------ | ------------------ |
| z – Houston Rockets     | 65                 | 17                 | .793               | 0,0                | 34–7               | 31–10              | 12–4               | 82                 |
| x – N. Orleans Pelicans | 48                 | 34                 | .585               | 17,0               | 24–17              | 24–17              | 9–7                | 82                 |
| x – San Antonio Spurs   | 47                 | 35                 | .573               | 18,0               | 33–8               | 14–27              | 9–7                | 82                 |
| Dallas Mavericks        | 24                 | 58                 | .293               | 41,0               | 15–26              | 9–32               | 5–11               | 82                 |
| Memphis Grizzlies       | 22                 | 60                 | .268               | 43,0               | 16–25              | 6–35               | 5–11               | 82                 |

#### Eastern Conference
Atlantic Division
| Atlantic Division      | Atlantic Division | Atlantic Division | Atlantic Division | Atlantic Division | Atlantic Division | Atlantic Division | Atlantic Division | Atlantic Division |
| Squadra                | V                 | S                 | V%                | PR                | Casa              | Trasf             | Div               | PG                |
| ---------------------- | ----------------- | ----------------- | ----------------- | ----------------- | ----------------- | ----------------- | ----------------- | ----------------- |
| c – Toronto Raptors    | 59                | 23                | .720              | 0,0               | 34–7              | 25–16             | 12–4              | 82                |
| x – Boston Celtics     | 55                | 27                | .671              | 4,0               | 27–14             | 28–13             | 12–4              | 82                |
| x – Philadelphia 76ers | 52                | 30                | .634              | 7,0               | 30–11             | 22–19             | 9–7               | 82                |
| N.Y. Knicks            | 29                | 53                | .354              | 30,0              | 19–22             | 10–31             | 6–10              | 82                |
| Brooklyn Nets          | 28                | 54                | .341              | 31,0              | 15–26             | 13–28             | 1–15              | 82                |

Central Division
| Central Division        | Central Division | Central Division | Central Division | Central Division | Central Division | Central Division | Central Division | Central Division |
| Squadra                 | V                | S                | V%               | PR               | Casa             | Trasf            | Div              | PG               |
| ----------------------- | ---------------- | ---------------- | ---------------- | ---------------- | ---------------- | ---------------- | ---------------- | ---------------- |
| y – Cleveland Cavaliers | 50               | 32               | .610             | 9,0              | 29–12            | 21–20            | 11–5             | 82               |
| x – Indiana Pacers      | 48               | 34               | .585             | 11,0             | 27–14            | 21–20            | 10–6             | 82               |
| x – Milwaukee Bucks     | 44               | 38               | .537             | 15,0             | 25–16            | 19–22            | 6–10             | 82               |
| Detroit Pistons         | 39               | 43               | .476             | 20,0             | 25–16            | 14–27            | 9–7              | 82               |
| Chicago Bulls           | 27               | 55               | .329             | 32,0             | 17–24            | 10–31            | 4–12             | 82               |

Southeast Division
| Southeast Division | Southeast Division | Southeast Division | Southeast Division | Southeast Division | Southeast Division | Southeast Division | Southeast Division | Southeast Division |
| Squadra            | V                  | S                  | V%                 | PR                 | Casa               | Trasf              | Div                | PG                 |
| ------------------ | ------------------ | ------------------ | ------------------ | ------------------ | ------------------ | ------------------ | ------------------ | ------------------ |
| y – Miami Heat     | 44                 | 38                 | .537               | 15,0               | 26–15              | 18–23              | 11–5               | 82                 |
| x – Wash. Wizards  | 43                 | 39                 | .524               | 16,0               | 23–18              | 20–21              | 8–8                | 82                 |
| Charlotte Hornets  | 36                 | 46                 | .439               | 23,0               | 21–20              | 15–26              | 11–5               | 82                 |
| Orlando Magic      | 25                 | 57                 | .305               | 34,0               | 17–24              | 8–33               | 4–11               | 82                 |
| Atlanta Hawks      | 24                 | 58                 | .293               | 35,0               | 16–25              | 8–33               | 5–11               | 82                 |

### Classifica per conference

#### Western Conference
| Western Conference | Western Conference        | Western Conference | Western Conference | Western Conference | Western Conference | Western Conference |
| #                  | Squadra                   | V                  | S                  | V%                 | PR                 | PG                 |
| ------------------ | ------------------------- | ------------------ | ------------------ | ------------------ | ------------------ | ------------------ |
| 1                  | z – Houston Rockets *     | 65                 | 17                 | .793               | –                  | 82                 |
| 2                  | y – Golden St. Warriors * | 58                 | 24                 | .707               | 7,0                | 82                 |
| 3                  | y – Portland T. Blazers * | 49                 | 33                 | .598               | 16,0               | 82                 |
| 4                  | x – Oklahoma Thunder      | 48                 | 34                 | .585               | 17,0               | 82                 |
| 5                  | x – Utah Jazz             | 48                 | 34                 | .585               | 17,0               | 82                 |
| 6                  | x – N. Orleans Pelicans   | 48                 | 34                 | .585               | 17,0               | 82                 |
| 7                  | x – San Antonio Spurs     | 47                 | 35                 | .573               | 18,0               | 82                 |
| 8                  | x – Minnesota T'wolves    | 47                 | 35                 | .573               | 18,0               | 82                 |
|                    |                           |                    |                    |                    |                    |                    |
| 9                  | Denver Nuggets            | 46                 | 36                 | .561               | 19,0               | 82                 |
| 10                 | L.A. Clippers             | 42                 | 40                 | .512               | 23,0               | 82                 |
| 11                 | L.A. Lakers               | 35                 | 47                 | .427               | 30,0               | 82                 |
| 12                 | Sacramento Kings          | 27                 | 55                 | .329               | 38,0               | 82                 |
| 13                 | Dallas Mavericks          | 24                 | 58                 | .293               | 41,0               | 82                 |
| 14                 | Memphis Grizzlies         | 22                 | 60                 | .268               | 43,0               | 82                 |
| 15                 | Phoenix Suns              | 21                 | 61                 | .256               | 44,0               | 82                 |

#### Eastern Conference
| Eastern Conference | Eastern Conference        | Eastern Conference | Eastern Conference | Eastern Conference | Eastern Conference | Eastern Conference |
| #                  | Squadra                   | V                  | S                  | V%                 | PR                 | PG                 |
| ------------------ | ------------------------- | ------------------ | ------------------ | ------------------ | ------------------ | ------------------ |
| 1                  | c – Toronto Raptors *     | 59                 | 23                 | .720               | –                  | 82                 |
| 2                  | x – Boston Celtics        | 55                 | 27                 | .671               | 4,0                | 82                 |
| 3                  | x – Philadelphia 76ers    | 52                 | 30                 | .634               | 7,0                | 82                 |
| 4                  | y – Cleveland Cavaliers * | 50                 | 32                 | .610               | 9,0                | 82                 |
| 5                  | x – Indiana Pacers        | 48                 | 34                 | .585               | 11,0               | 82                 |
| 6                  | y – Miami Heat *          | 44                 | 38                 | .537               | 15,0               | 82                 |
| 7                  | x – Milwaukee Bucks       | 44                 | 38                 | .537               | 15,0               | 82                 |
| 8                  | x – Wash. Wizards         | 43                 | 39                 | .524               | 16,0               | 82                 |
|                    |                           |                    |                    |                    |                    |                    |
| 9                  | Detroit Pistons           | 39                 | 43                 | .476               | 20,0               | 82                 |
| 10                 | Charlotte Hornets         | 36                 | 46                 | .439               | 23,0               | 82                 |
| 11                 | N.Y. Knicks               | 29                 | 53                 | .354               | 30,0               | 82                 |
| 12                 | Brooklyn Nets             | 28                 | 54                 | .341               | 31,0               | 82                 |
| 13                 | Chicago Bulls             | 27                 | 55                 | .329               | 32,0               | 82                 |
| 14                 | Orlando Magic             | 25                 | 57                 | .305               | 34,0               | 82                 |
| 15                 | Atlanta Hawks             | 24                 | 58                 | .293               | 35,0               | 82                 |

Legenda
- z – Ha conquistato il fattore campo per gli interi playoff
- c – Ha conquistato il fattore campo per i playoff di conference
- y – Ha conquistato il titolo di division
- x – Ha conquistato l'accesso ai playoff
- * – Leader della rispettiva division

## Statistiche

### Statistiche Individuali
| Categoria          | Giocatore          | Team                | Statistiche |
| ------------------ | ------------------ | ------------------- | ----------- |
| Punti              | James Harden       | Houston Rockets     | 30.4        |
| Rimbalzi           | Andre Drummond     | Detroit Pistons     | 16.0        |
| Assists            | Russell Westbrook  | Oklahoma Thunder    | 10.3        |
| Palle Rubate       | Victor Oladipo     | Indiana Pacers      | 2.36        |
| Stoppate           | Anthony Davis      | N.O. Pelicans       | 2.57        |
| Palle Perse        | DeMarcus Cousins   | N.O. Pelicans       | 5.0         |
| Falli              | DeMarcus Cousins   | N.O. Pelicans       | 3.8         |
| Minuti per partita | LeBron James       | Cleveland Cavaliers | 37.2        |
| FG%                | Clint Capela       | Houston Rockets     | 65.2%       |
| FT%                | Stephen Curry      | G.S. Warriors       | 92.1%       |
| 3FG%               | Darren Collison    | Indiana Pacers      | 46.8%       |
| Efficienza         | James Harden       | Houston Rockets     | 29.9        |
| Doppie-doppie      | Karl-Anthony Towns | Minnesota T'wolves  | 68          |
| Triple-doppie      | Russell Westbrook  | Oklahoma Thunder    | 25          |

### Record individuali per gara
| Categoria    | Giocatore     | Team              | Statistiche |
| ------------ | ------------- | ----------------- | ----------- |
| Punti        | James Harden  | Houston Rockets   | 60          |
| Rimbalzi     | Dwight Howard | Charlotte Hornets | 30          |
| Assists      | Rajon Rondo   | N.O. Pelicans     | 25          |
| Palle Rubate | Lou Williams  | L.A. Clippers     | 10          |
| Stoppate     | Anthony Davis | N.O. Pelicans     | 10          |
| Tiri da Tre  | Stephen Curry | G.S. Warriors     | 10          |
| Tiri da Tre  | Kemba Walker  | Charlotte Hornets | 10          |

### Statistiche per squadra
| Categoria             | Team               | Statistiche |
| --------------------- | ------------------ | ----------- |
| Punti per gara        | G.S. Warriors      | 113.5       |
| Rimbalzi per gara     | Philadelphia 76ers | 47.4        |
| Assists per gara      | G.S. Warriors      | 29.3        |
| Palle Rubate per gara | Oklahoma Thunder   | 9.1         |
| Stoppate per gara     | G.S. Warriors      | 7.5         |
| Palle Perse per gara  | Philadelphia 76ers | 15.9        |
| FG%                   | G.S. Warriors      | 50.3%       |
| FT%                   | G.S. Warriors      | 81.5%       |
| 3FG%                  | G.S. Warriors      | 39.1%       |
| +/−                   | Houston Rockets    | +8.5        |

## Premi

### Giocatore della settimana
| Settimana                | Eastern Conference                            | Western Conference                                | Ref.          |
| ------------------------ | --------------------------------------------- | ------------------------------------------------- | ------------- |
| 17–22 ottobre            | Giannīs Antetokounmpo (Milwaukee Bucks) (1/1) | James Harden (Houston Rockets) (1/5)              | [ 1 ]         |
| 23–29 ottobre            | Victor Oladipo (Indiana Pacers) (1/3)         | DeMarcus Cousins (New Orleans Pelicans) (1/1)     | [ 2 ]         |
| 30 ottobre – 5 novembre  | Kristaps Porziņģis (New York Knicks) (1/1)    | James Harden (Houston Rockets) (2/5)              |               |
| 6–12 novembre            | Tobias Harris (Detroit Pistons) (1/1)         | Nikola Jokić (Denver Nuggets) (1/2)               |               |
| 13–19 novembre           | DeMar DeRozan (Toronto Raptors) (1/5)         | Karl Anthony Towns (Minnesota Timberwolves) (1/1) | [ 3 ]         |
| 20–26 novembre           | Goran Dragić (Miami Heat) (1/2)               | Anthony Davis (New Orleans Pelicans) (1/2)        | [ 4 ] [ 5 ]   |
| 27 novembre – 3 dicembre | LeBron James (Cleveland Cavaliers) (1/4)      | James Harden (Houston Rockets) (3/5)              | [ 6 ] [ 7 ]   |
| 4–10 dicembre            | Victor Oladipo(Indiana Pacers) (2/3)          | Kevin Durant (Golden State Warriors) (1/1)        | [ 8 ] [ 9 ]   |
| 11–17 dicembre           | LeBron James (Cleveland Cavaliers) (2/4)      | Chris Paul (Houston Rockets) (1/1)                | [ 10 ] [ 11 ] |
| 18–24 dicembre           | DeMar DeRozan (Toronto Raptors) (2/5)         | Russell Westbrook (Oklahoma City Thunder) (1/2)   | [ 12 ] [ 13 ] |
| 25–31 dicembre           | Bradley Beal (Washington Wizards) (1/1)       | Lou Williams (Los Angeles Clippers) (1/2)         | [ 14 ] [ 15 ] |
| 1–7 gennaio              | DeMar DeRozan (Toronto Raptors) (3/5)         | Stephen Curry (Golden State Warriors) (1/2)       | [ 16 ] [ 17 ] |
| 8–14 gennaio             | Goran Dragić (Miami Heat) (2/2)               | Lou Williams (Los Angeles Clippers) (2/2)         | [ 18 ] [ 19 ] |
| 15–21 gennaio            | Joel Embiid (Philadelphia 76ers) (1/2)        | Damian Lillard (Portland Trail Blazers) (1/3)     | [ 20 ] [ 21 ] |
| 22–28 gennaio            | Khris Middleton (Milwaukee Bucks) (1/1)       | Stephen Curry (Golden State Warriors) (2/2)       | [ 22 ] [ 23 ] |
| 29 gennaio – 4 febbraio  | Andre Drummond (Detroit Pistons) (1/1)        | James Harden (Houston Rockets) (4/5)              | [ 24 ] [ 25 ] |
| 5–11 febbraio            | Joel Embiid (Philadelphia 76ers) (2/2)        | James Harden (Houston Rockets) (5/5)              | [ 26 ] [ 27 ] |
| 26 febbraio – 4 marzo    | DeMar DeRozan (Toronto Raptors) (4/5)         | Anthony Davis (New Orleans Pelicans) (2/2)        | [ 28 ] [ 29 ] |
| 5–11 marzo               | DeMar DeRozan (Toronto Raptors) (5/5)         | Damian Lillard (Portland Trail Blazers) (2/3)     | [ 30 ]        |
| 12–18 marzo              | LeBron James (Cleveland Cavaliers) (3/4)      | Russell Westbrook (Oklahoma City Thunder) (2/2)   | [ 31 ] [ 32 ] |
| 19–25 marzo              | LeBron James (Cleveland Cavaliers) (4/4)      | LaMarcus Aldridge (San Antonio Spurs) (1/1)       | [ 33 ] [ 34 ] |
| 26 marzo – 1 aprile      | Victor Oladipo (Indiana Pacers) (3/3)         | Damian Lillard (Portland Trail Blazers) (3/3)     | [ 35 ] [ 36 ] |
| 2 – 8 aprile             | Ben Simmons (Philadelphia 76ers) (1/1)        | Nikola Jokić (Denver Nuggets) (2/2)               | [ 37 ] [ 38 ] |

### Giocatore del mese
| Mese             | Eastern Conference                       | Western Conference                              | Ref.   |
| ---------------- | ---------------------------------------- | ----------------------------------------------- | ------ |
| Ottobre/Novembre | LeBron James (Cleveland Cavaliers) (1/4) | James Harden (Houston Rockets) (1/1)            | [ 39 ] |
| Dicembre         | LeBron James (Cleveland Cavaliers) (2/4) | Russell Westbrook (Oklahoma City Thunder) (1/1) | [ 40 ] |
| Gennaio          | DeMar DeRozan (Toronto Raptors) (1/1)    | Stephen Curry (Golden State Warriors) (1/1)     | [ 41 ] |
| Febbraio         | LeBron James (Cleveland Cavaliers) (3/4) | Anthony Davis (New Orleans Pelicans) (1/2)      | [ 42 ] |
| Marzo/Aprile     | LeBron James (Cleveland Cavaliers) (4/4) | Anthony Davis (New Orleans Pelicans) (2/2)      | [ 43 ] |

### Rookie del mese
| Mese             | Eastern Conference                     | Western Conference                    | Ref.   |
| ---------------- | -------------------------------------- | ------------------------------------- | ------ |
| Ottobre/Novembre | Ben Simmons (Philadelphia 76ers) (1/4) | Kyle Kuzma (Los Angeles Lakers) (1/1) | [ 44 ] |
| Dicembre         | Jayson Tatum (Boston Celtics) (1/1)    | Donovan Mitchell (Utah Jazz) (1/4)    | [ 45 ] |
| Gennaio          | Ben Simmons (Philadelphia 76ers) (2/4) | Donovan Mitchell (Utah Jazz) (2/4)    | [ 46 ] |
| Febbraio         | Ben Simmons (Philadelphia 76ers) (3/4) | Donovan Mitchell (Utah Jazz) (3/4)    | [ 47 ] |
| Marzo/Aprile     | Ben Simmons (Philadelphia 76ers) (4/4) | Donovan Mitchell (Utah Jazz) (4/4)    | [ 48 ] |

### Allenatore del mese
| Mese             | Eastern Conference                      | Western Conference                          | Ref.          |
| ---------------- | --------------------------------------- | ------------------------------------------- | ------------- |
| Ottobre/Novembre | Brad Stevens (Boston Celtics) (1/1)     | Mike D'Antoni (Houston Rockets) (1/2)       | [ 49 ]        |
| Dicembre         | Dwane Casey (Toronto Raptors) (1/1)     | Steve Kerr (Golden State Warriors) (1/1)    | [ 50 ]        |
| Gennaio          | Erik Spoelstra (Miami Heat) (1/1)       | Terry Stotts (Portland Trail Blazers) (1/1) | [ 51 ]        |
| Febbraio         | Scott Brooks (Washington Wizards) (1/1) | Mike D'Antoni (Houston Rockets) (2/2)       | [ 52 ] [ 53 ] |
| Marzo/Aprile     | Brett Brown (Philadelphia 76ers) (1/1)  | Quin Snyder (Utah Jazz) (1/1)               | [ 54 ] [ 55 ] |

## Divise
La Nike, a partire da questa stagione, diventerà il fornitore unico delle divise al posto di Adidas.

### Sponsorizzazioni
Da quest'anno le squadre potranno mettere uno sponsor sulla spalla sinistra delle canotte.
- Atlanta Hawks – Sharecare[57]
- Boston Celtics – General Electric[58]
- Brooklyn Nets – Infor[59]
- Charlotte Hornets – LendingTree[60]
- Cleveland Cavaliers – Goodyear Tire and Rubber Company[61]
- Denver Nuggets – Western Union[62]
- Detroit Pistons – Flagstar Bank[63]
- Golden State Warriors – Rakuten[64]
- Los Angeles Clippers: Bumble[65]
- Los Angeles Lakers – Wish[66]
- Miami Heat – Ultimate Software[67]
- Milwaukee Bucks – Harley-Davidson[68]
- Minnesota Timberwolves – Fitbit[69]
- New Orleans Pelicans – Zatarain's[70]
- New York Knicks – Squarespace[71]
- Orlando Magic – The Walt Disney Company[72]
- Philadelphia 76ers – StubHub[73]
- Sacramento Kings – Blue Diamond Growers[74]
- Toronto Raptors – Sun Life Financial[75]
- Utah Jazz – Qualtrics[76]